# Лазар Стефанов (революционер)
 Тази статия е за българския революционер от Велгощи.  За революционера от Банско и съветски офицер вижте Лазар Стефанов (военен).  
Лазар Стефанов е български революционер, деец на Вътрешната македоно-одринска революционна организация.

## Биография
Лазар Стефанов е роден около 1881 година в охридското село Велгощи, тогава в Османската империя. Учителства в родното си село. Присъединява се към ВМОРО и през Илинденско-Преображенското въстание е войвода на чета. Загива с 31 свои четници на 31 август 1903 година в охридската местност Марково долче.